# Kortemark
Kortemark là một đô thị ở tỉnh Tây Flanders. Đô thị này gồm các thị trấn Handzame, Kortemark Werken và Zarren. Tại thời điểm ngày 1 tháng 1 năm 2006, Kortemark có dân số 11.976 người. Tổng diện tích là 55,00 km² với mật độ dân số là 218 người trên mỗi km².